# Benjamín Gould
Benjamín Gould é um município da província de Córdova, na Argentina.